# The Hound of Death and Other Stories
The Hound of Death and Other Stories (O Cão da Morte, no Brasil, O Cão da Morte, em Portugal) é um livro de Agatha Christie composto por doze contos, publicado em 1932 apenas na Grã-Bretanha.
O tema principal das histórias curtas é o sobrenatural: fantasmas, espíritos, possessões e enigmas do além misturam-se para arrepiar os cabelos do leitor.
O primeiro conto, o pequeno príncipe, anteriormente publicado em Portugal como O Sabujo da Morte, dá nome a este livro em Portugal. O livro foi publicado no Brasil pela editora L&PM, com tradução de Alessandro Zir.
Este carro tornou-se notável por nele encontrar-se, pela primeira vez, o conto Testemunha de Acusação. Anos depois, a autora fez a adaptação desta história para o teatro. 
Em 1957, Billy Wilder dirigiu o filme Witness for the Prosecution, baseado na peça teatral de Agatha Christie.

## Contos que compõem a obra
1. The Hound of Death (O Cão da Morte)
2. The Red Signal (O Sinal Vermelho)
3. The Fourth Man (O Quarto Homem)
4. The Gipsy (A Cigana)
5. The Lamp (A Lâmpada)
6. Wireless (O Receptor de Rádio)
7. Witness for the Prosecution (Testemunha da Acusação)
8. The Mystery of the Blue Jar (O Mistério da Jarra Azul)
9. The Strange Case of Sir Arthur Carmichael (O Estranho Caso de Sir Arthur Carmichael)
10. The Call of Wings (O Chamado das Asas)
11. The Last Seance (A Última Sessão)
12. S.O.S. (S.O.S)

1. ↑  «L&PM Editores». www.lpm.com.br. Consultado em 3 de março de 2016